# Sergent royal

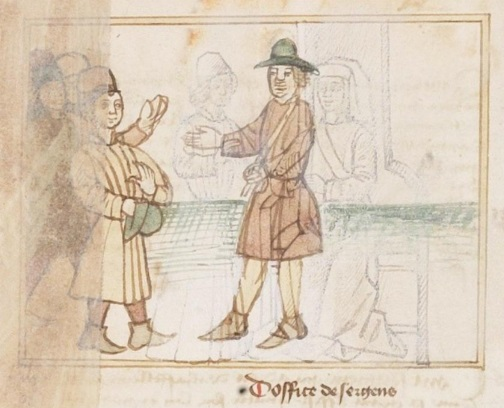
Un sergent à verge arborant un « bâton de justice », symbole de son autorité.
Enluminure du Vieux coutumier du Poitou,, médiathèque Pierre-Moinot de Niort, vers 1478-1480.

Le sergent royal est un auxiliaire de justice sous l'Ancien régime. Nommé par lettres du roi, il est chargé de poursuites, saisies et autres tâches de justice relevant spécifiquement du domaine royal.

## Spécificités
Le sergent royal est distinct du sergent seigneurial ou subalterne, qui ne tient pas son office du roi mais d'un seigneur (chargé d'actions de justice dudit seigneur).

## Historique
Philippe Auguste, avant de partir en croisade, crée les sergents royaux : chaque prévôt (ou vicomte en Normandie) dispose de sergents pour exécuter ses décisions de justice. Ceux-ci portent ensuite le nom de sergents des maréchaux jusqu’en 1501 (ou de sergent fieffé ou hérédital dans les vicomtés normandes)

## Fonctions et rôles

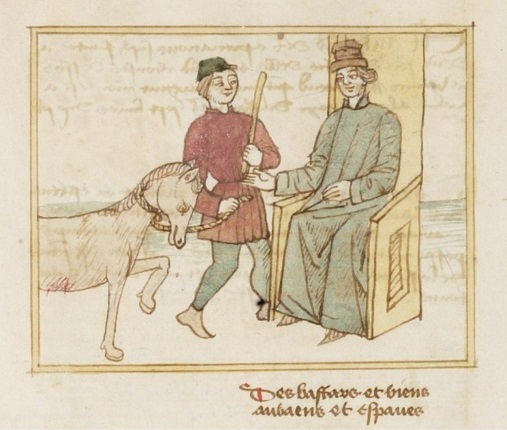
Un sergent amène un cheval errant devant un juge.
Enluminure du Vieux coutumier du Poitou,, médiathèque Pierre-Moinot de Niort, vers 1478-1480.

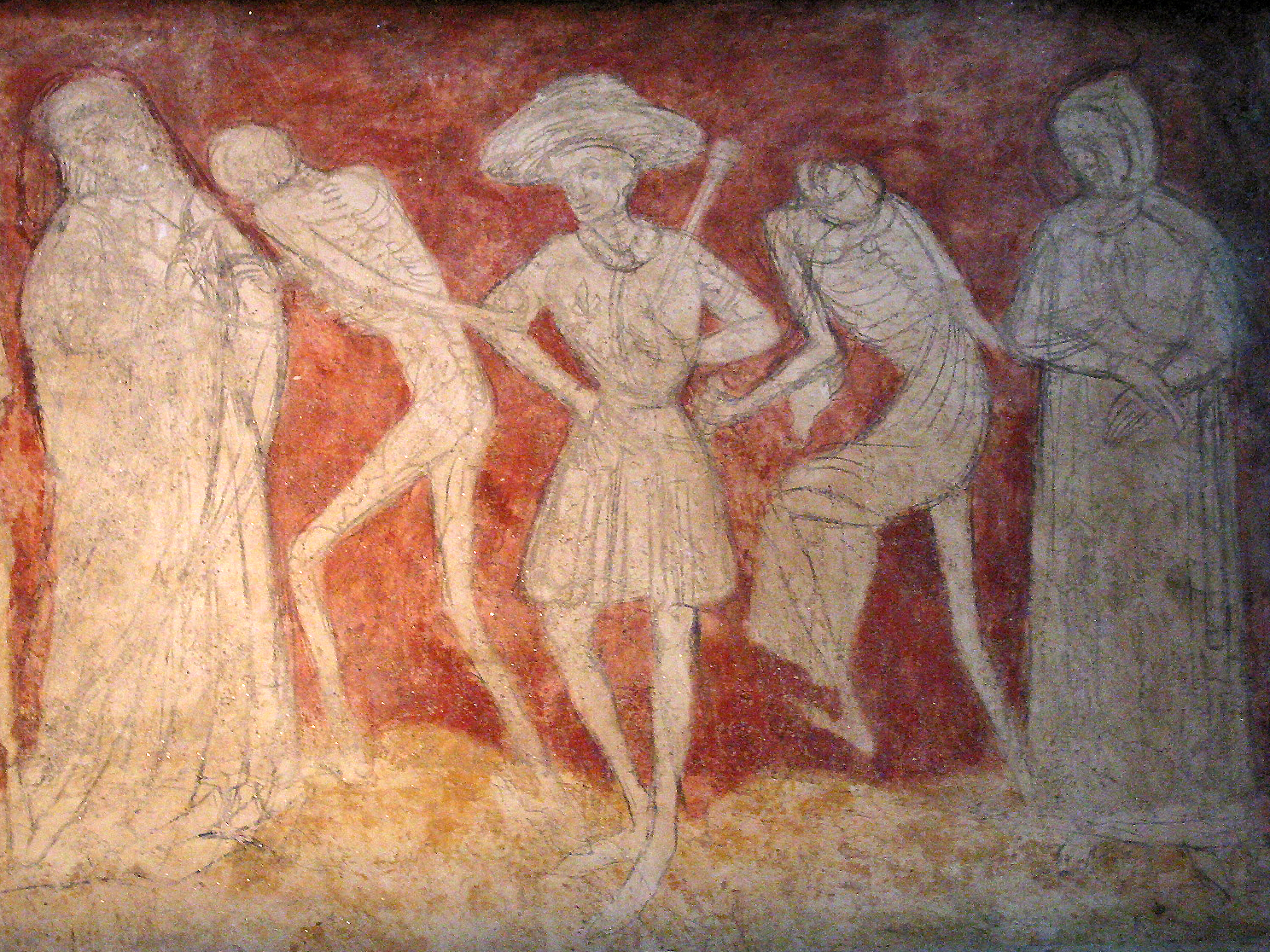
Fresque représentant un sergent à verge (au centre, tenant son bâton ou sa masse).
Danse macabre de l'abbaye de la Chaise-Dieu, milieu du XVe siècle (photographie de Jean-Pol Grandmont).

Agents exécutifs, les sergents royaux sont désignés par les prévôts, baillis ou sénéchaux. Ils ont un rôle de justice mais, à la fin du Moyen Âge, certains ont aussi un rôle de police.

### Dictionnaires
- René Fédou, Lexique historique du Moyen Âge, Paris, Armand Colin, coll. « Cursus », 2008, 168 p.
- Claude Gauvard, Alain de Libera et Michel Zink (dir.), Dictionnaire du Moyen Âge, Paris, PUF, 2002.
- Jacques Le Goff et Jean-Claude Schmitt, Dictionnaire raisonné de l'Occident Médiéval, Poitiers, Fayard, 1999, 1236 p.
- François-Olivier Touati (dir.), Vocabulaire historique du Moyen Âge (Occident, Byzance, Islam), Paris, La Boutique de l'Histoire, 1995.
- André Vauchez (dir.), Dictionnaire encyclopédique du Moyen Âge, Tomes 1 et 2, Paris, Éditions du Cerf, 1997.